# Източен космодрум
Космодрум Восточний (на руски: Космодром „Восточный“) е руски космодрум, който се намира в Амурска област. Космодрумът се използва, за да се намали влиянието на космодрума Байконур върху Русия и по-нататък евентуално напълно да го замени. Строежът започва през 2011 г. и завършва през април 2016 г.

## Местонахождение
Космодрумът се намира в Амурска област, в Далекоизточна Русия. 
Общата площ на съоръжението е 551,5 km2, което се равнява на територия с диаметър около 30 km намираща се на координати. 51°53′04.39″ с. ш. 128°20′05.2″ и. д. / 51.884553° с. ш. 128.334778° и. д.
Най-близкият град е Циолковски. Географски космодрумът е разположен на 51 градуса на север, така че ракетите да могат да извеждат същото тегло като при Байконур.

## Строеж
Планира се да бъдат построени седем ракетни площадки, в това число две за пилотирани полети и две за товарни. Строежът му започва през януари 2011 година и се очаква да бъде напълно завършен през 2018 година. Първите непилотирани полети се очакват през 2015, а първите пилотирани през 2018 година. Руските инженери се опитват да приложат опита натрупан при изграждането на ракетните площадки за ракети Союз в комплекса на космодрума Куру и на ракетна площадка на ракета Ангара в Космически център Наро в Южна Корея.
На 21 ноември 2007 година руските власти обявяват, че президентът Владимир Путин е подписал разпоредба за построяване на новия комплекс.

## Цел
Новият космодрум ще позволи на Русия да изстрелва всички ракети от своя земя, като така ще намали нейната зависимост от Байконур в Казахстан. Байконур е единственото ръководено от Русия място, откъдето тя може да изстрелва пилотирани спътници и спътници в геостационарна орбита. Годишно руското правителство плаща по $115 млн. на Казахстан за да извършва изстрелвания. Безпилотни космически кораби сега се изстрелват в ниска околоземна орбита от Плесецк в Северозападна Русия. Новият комплекс се предвижда да бъде използван основно за цивилни полети. Федералната космическа агенция предвижда да премести 45% от изстрелванията към Източен космодрум до 2020 г. Като употребата на Байконур ще спадне от 65% до 11%, а Плесецк ще се използва до 44%.

## Икономически аспекти
Построяването на космодрума се очаква да повлияе положително на икономиката на относително бедния далечен изток. Руското правителство има стратегическа политика за вкарване на високо технологични компании в този регион и се очаква няколко предприятия от сферата на пилотиринаите космически полети да преместят дейността си в този регион след завършването на космодрума. Със строежът на космодрума се очаква драматично за се повиши заетостта в градовете Циолковски, Свободни и други. Според отчет от 2009 г. космодрумът ще струва около 400 млрд. рубли или около $13,5 млрд. В комплекса ше бъдат построени още летище и сателитно градче. Градът е проектиран за около 35 хил. жители, както и за приемане на туристи. Ще бъде построена съпътстваща инфраструктура като училища, детски градини и болници. Когато бъде завършен в комплекса ще работят 20 – 25 хил. души.